# Johann Muller
Gysbert Johannes Muller (Mosselbaai, 1 de junio de 1980) es un exrugbista sudafricano que se desempeñaba como segunda línea. Fue internacional con los Springboks de 2006 a 2011 y se consagró campeón del mundo en Francia 2007.

## Carrera
Debutó como profesional en 2001 con los Natal Sharks, equipo de la Currie Cup y con quienes fue campeón de la copa 2008. Desde 2002 jugó el poderoso Súper Rugby, integrando la franquicia de los Sharks con quienes jugó ocho temporadas y terminó subcampeón en la edición 2007; siendo el mejor puesto histórico.
Se unió al norirlandés Ulster Rugby, equipo del actual United Rugby Championship, como refuerzo a mitad de la temporada 2010. Jugó usando un distintivo casco de rugby rojo, se convirtió en el capitán y el equipo resultó subcampeón de la Copa Heineken 2011–12, pero en su quinta temporada sufrió múltiples lesiones debido a su edad y finalmente se retiró al terminar la Pro12 2013-14.
Actualmente es agricultor y vive en Mosselbaai, su ciudad natal, junto a sus tres hijos y esposa.

## Selección nacional
Jake White lo convocó a los Springboks para las pruebas de mitad de año 2006 y debutó contra el Cardo. Luego participó del Torneo de las Tres Naciones 2006 y allí se ganó la titularidad, formando junto a Victor Matfield. Perdió su puesto con Bakkies Botha durante las pruebas de preparación 2007 y nunca lo recuperó.
Estuvo ausente del seleccionado dos años, porque Peter de Villiers no lo consideró y recién lo convocó para enfrentar a los Leones Británicos e Irlandeses en la última y definitoria prueba de la visita de 2009. En total jugó veinticuatro pruebas y no marcó puntos.

### Participaciones en Copas del Mundo
White lo llevó a Francia 2007 como suplente junto al veterano Albert van den Berg, de los titulares Botha y Matfield. Jugó frente a Samoa, la poderosa Rosa, contra Fiyi y las semifinales ante los Pumas; ingresando a todas como sustituto.
| Mundial                       | Sede          | Resultado        | PJ | Tries |
| ----------------------------- | ------------- | ---------------- | -- | ----- |
| Copa Mundial de Rugby de 2007 | Francia       | Campeón          | 4  | 0     |
| Copa Mundial de Rugby de 2011 | Nueva Zelanda | Cuartos de final | 1  | 0     |

De Villiers lo llevó a Nueva Zelanda 2011 como reserva, por detrás del suplente Botha y los titulares Matfield y Danie Rossouw. Jugó solo una prueba, ante los Dragones rojos por la fase de grupos y fue su última.